# Cussey-les-Forges
Cussey-les-Forges este o comună în departamentul Côte-d'Or, Franța. În 2009 avea o populație de 137 de locuitori.

## Evoluția populației
| An        | 1975 | 1982 | 1990 | 1999 | 2006 | 2009 |
| --------- | ---- | ---- | ---- | ---- | ---- | ---- |
| Populație | 128  | 109  | 112  | 115  | 130  | 137  |